# Tóth András (jogász, 1979)
Tóth András (Pápa, 1979 –) magyar jogász, 2010-től a Gazdasági Versenyhivatal elnökhelyettese, a Versenytanács elnöke. A Károli Gáspár Református Egyetem Állam- és Jogtudományi Karának Infokommunikációs jogi tanszékvezető-helyettese.

## Életpálya
1997-ben érettségizett Győrben, a Czuczor Gergely Bencés Gimnáziumában. Jogászként 2002-ben diplomázott a Pázmány Péter Katolikus Egyetem, Jog- és Államtudományi Karán. 2009-ben summa cum laude minősítéssel végezte PhD képzését a Pécsi Tudományegyetem, Állam- és Jogtudományi Kar Doktori iskoláján. Ügyvédi pályáját 2007-ben kezdte a White & Case LLP Ügyvédi Irodájában Brüsszelben és Budapesten.  
2010-ben a Gazdasági Versenyhivatal elnökhelyettesévé nevezték ki, illetve a Károli Gáspár Református Egyetem, Jog - és Államtudományi Karán Infokommunikációs tanszékvezetőként és egyetemi docensként folytatta munkáját. 

## Tudományos munka
A GVH tudományos lapjának a Versenytükörnek a főszerkesztője, a berlini Lexxion Verlag által kiadott European Networks Law and Regulation Quarterly, European Competition and Regulatory Law Review (CoRe) valamint a Public Governance, Administration and Finances Law Review szerkesztőbizottságának tagja.